# Kopervik
Kopervik è una città della Norvegia, ubicata nella contea del Rogaland. Precisamente, è situata nel comune di Karmøy, del quale è capoluogo amministrativo. Ha ricevuto lo status di città nel 1866.

## Popolazione
Kopervik e i suoi dintorni contavano, nel marzo 2010, 8.192 abitanti. È la più grande città, e la seconda più grande area urbana del comune di Karmøy. Kopervik è il centro amministrativo di questa area, la quale è popolata da 40.000 abitanti.

## Storia
Kopervik era un comune con status di città fra il 1866 e il 1965, anno in cui si è fusa con altri sette comuni per formare il comune di Karmøy. Oggi è una delle tre città della contea stessa. Si tratta di un hub di trasporto per battelli di linea che collegano Bergen e Stavanger. Le industrie principali della città si occupano della fusione dell'alluminio e della pesca.
Secondo la leggenda, il re di Norvegia, Sverre I ordinò la costruzione di un castello di legno sul promontorio all'ingresso del porto. In effetti una parte di Kopervik è chiamata Treborg, che letteralmente significa "castello di legno", ma tuttavia non vi è alcuna prova della sua esistenza.
Kopervik era anche la località di residenza di Thormodus Torfæus, nominato storico ufficiale dal re danese Cristiano V di Danimarca.